# 杀菌药

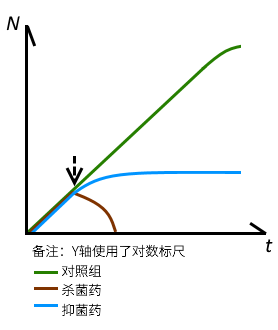
一张显示抑菌药与杀菌药区别的图表。图中纵轴代表细菌总数、横轴代表经过的时间。假设在图中箭头处向三组完全相同的培养基中分别作：不处理（对照组）、加入抑菌药、加入杀菌药，可预测到加入抑菌剂的组细菌数量会不再增长、加入杀菌药的组细菌会逐步完全死亡

杀菌药（bactericidal drug）又称杀菌剂（bactericidal agent，bactericide，bacteriocide，Bcidal），是具有能将细菌杀灭药效的抗菌药物。抑菌药是与杀菌药相对的一个概念。抑菌药与杀菌药的不同之处在于抑菌药通过抑制细菌增殖发挥药效，而杀菌药可以将细菌杀灭。不过抑菌药与杀菌药并非严格对立的概念。部分抗菌药物可能既是抑菌药，又是杀菌药。例如氯霉素在作用于革兰氏阴性杆菌时只有抑制其增殖的药效，而在作用于其他抗菌谱内的微生物时可以将其杀灭:370-371。
氨基糖苷类抗生素与β-内酰胺类抗生素都是杀菌药的实例。

## 药理学
杀菌药通过将入侵的病原细菌杀死发挥药效，能使患者体内由细菌感染引发的疾病得到控制。杀菌药的作用机制通常是抑制细菌细胞壁的合成或阻碍其发挥正常功能。杀菌药根据作用方式的不同可分为时间依赖型与浓度依赖型。时间依赖型的杀菌药的杀菌效果（例如β-内酰胺类抗生素）随血药浓度高于最低杀菌浓度的时间增长而增长，浓度依赖型的杀菌药（例如氨基糖苷类抗生素）的杀菌效果则与血药浓度呈正相关:370-371。
根据作用的病原细菌种类不同，同一种抗菌药物可能有时体现为抑菌药、有时体现为杀菌药。氯霉素即为一例。当作用于革兰氏阴性杆菌时，氯霉素起抑制其增殖的作用；当氯霉素作用于其他抗菌谱内的微生物时，可以将其杀灭:370-371。在使用浓度依赖型杀菌药治疗病人时，可一次使用较大剂量的抗生素以达到更好的杀菌效果。在使用时间依赖型杀菌药治疗病人时，需要令药物浓度一直高于最低杀菌浓度。这可以通过较高频率的给药实现:374-375。

## 临床应用
治疗AIDS患者等丧失免疫能力的病人时，无法直接杀灭细菌的抑菌药将很难起到有效的治疗作用。在治疗这类病人时应选用杀菌药而非抑菌药。
抑菌药与杀菌药联用可能可以增强对病原细菌的杀灭作用，但具体效果如何很难预测。抑菌药与杀菌药的联用也可以起到延缓病原细菌出现耐药性的作用。